# HMS Triton (1937)
HMS Triton (N15) – brytyjski okręt podwodny typu T o wyporności nawodnej 1090 ton, który służył w Royal Navy w latach 1938–1940. Okręt został zwodowany 5 października 1937 roku w stoczni Vickers-Armstrongs w Barrow-in-Furness, po czym wszedł do służby w marynarce brytyjskiej 9 listopada 1938 roku. Wkrótce po wybuchu II wojny światowej, 10 września 1939 roku „Triton” omyłkowo zatopił inny brytyjski okręt podwodny – HMS „Oxley”, co było pierwszym podczas tej wojny przypadkiem zatopienia okrętu podwodnego przez inną jednostkę tej samej klasy i pierwszym w tej wojnie przypadkiem zatopienia okrętu podwodnego przez ogień bratobójczy. W trakcie kampanii norweskiej okręt wykonał nieskuteczne ataki torpedowe na niemieckie krążowniki „Blücher”, „Lützow” oraz „Emden”. W grudniu 1940 roku okręt zatonął wraz z całą załogą na południowym Adriatyku albo w Cieśninie Otranto.

## Budowa
Budowane z przeznaczeniem do zwalczania dużych jednostek liniowych z silną pasywną obroną przeciwtorpedową, okręty typu T wyróżniały się bardzo silną salwą torpedową z 6 wewnętrznych wyrzutni dziobowych oraz 4 dziobowych wyrzutni zewnętrznych, co dawało im wielką siłę ognia w ataku torpedowym. Stępkę pod HMS „Triton” położono 28 sierpnia 1936 roku, okręt został następnie zwodowany 5 października 1937 roku w stoczni Vickers-Armstrongs w Barrow-in-Furness. Wyporność nawodna okrętu wynosiła 1090 ton, podwodna zaś 1575 ton, przy długości całkowitej 84 metrów i szerokości 8,08 metra. Podstawą uzbrojenia jednostki było 16 torped kalibru 533 mm wystrzeliwanych z 6 wyrzutni dziobowych oraz 4 wyrzutni zewnętrznych, które również strzelały z kierunku dziobu. „Triton” wyposażony był jednak także w pojedyncze działo pokładowe kalibru 102 mm. Jednostka napędzana była na powierzchni dwoma silnikami Diesla oraz dwoma silnikami elektrycznymi w zanurzeniu, z napędem przenoszonym na śruby przez dwa wały napędowe, które zapewniały mu prędkość 15,25 węzła na powierzchni oraz 9 węzłów w zanurzeniu.

## Służba
„Triton” wszedł do służby w Royal Navy 9 listopada 1938 roku, w składzie 2. flotylli okrętów podwodnych. W czerwcu 1939 roku podczas załadunku w Portsmouth torped ćwiczebnych na okręt, jedna z ważących ponad tonę torped wyśliznęła się z raków i wpadła do wody i po automatycznym uruchomieniu silnika z prędkością 45 węzłów uderzyła w slup HMS „Puffin”. Slup ocalał jednak, bowiem pocisk nie był wyposażony w tym momencie w głowicę bojową.
Pod koniec sierpnia 1939 roku brytyjska Admiralicja otrzymała informację od rządu, że Wielka Brytania wypowie wkrótce wojnę Niemcom, toteż brytyjskie dowództwo wysłało swoje okręty w rejony dozorowania jeszcze przed wybuchem drugiej wojny światowej, jednak HMS „Triton” oraz HMS „Oxley” wyszły w morze dopiero w pierwszym tygodniu wojny. Wraz z nimi, w ten sam rejon wyszły trzy inne brytyjskie okręty podwodne. Okręty drugiej flotylli znajdowały się w pobliżu Norwegii w odległości zaledwie 12 mil od siebie nawzajem, jako przedłużenie rejonu obserwacji Coastal Command RAF-u, którego przestarzałe samoloty Anson nie mogły dosięgnąć wybrzeża Norwegii ze Szkocji. Okręty uformowały tam biegnącą ze wschodu na zachód linię dozoru na południe od Stavanger. „Tritonowi” wyznaczono najbardziej na wschód wysunięty fragment linii dozoru, „Oxley” natomiast znajdował się tuż na zachód od niego. 10 września okręty kontaktowały się ze sobą, ustalając dzięki temu, że znajdują się w odległości 7 mil morskich od siebie, wciąż znajdowały się w sąsiednich sektorach, jednak dowodzący „Oxleyem” Lieutnant-Comander Harold Bowerman uznał, że znajduje się za bardzo na południe, toteż polecił zmianę kursu na 330°. W rzeczywistości znajdował się w tym momencie około 6 mil morskich dalej na wschód, niż był przekonany, na południe i wschód od „Tritona”, który płynął w kierunku zachodnim. Obrany przez Lt. Cmr. Bowermana nowy kurs spowodował w konsekwencji, że „Oxley” przechodził w poprzek kursu „Tritona” – z południa na północ.
O godzinie 20:04 „Triton” wynurzył się podążając na zachód, korzystając w tym momencie tylko z jednego silnika na sterburcie, przy prędkości 3 węzłów. Wykorzystując niewielką odległość od norweskiego brzegu, dowodzący okrętem Lieutnant-Comander H.P. de C. Steel ustalił dokładną pozycję okrętu w oparciu o widoczne z odległości 8 mil morskich światła dwóch latarni morskich, co potwierdziło także jego pozycję w przydzielonym mu sektorze dozorowania. Dowódca okrętu zszedł po tym do wnętrza okrętu, polecając zastępcy dowódcy na mostku odprowadzenie jednostki dalej od brzegu, w celu uniknięcia dostrzeżonego w morzu kutra rybackiego, który szedł tym samym kursem równolegle na południe. O godzinie 20:55 obserwator na mostku dostrzegł sylwetkę okrętu podwodnego na prawo od „Tritona”, zastępca dowódcy skierował okręt w tym kierunku, wzywając jednocześnie na pomost swojego przełożonego.

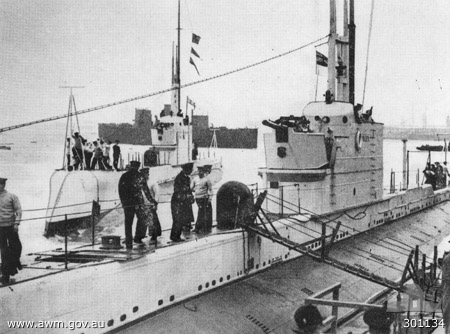
HMS „Oxley” w głębi, na drugim planie

Dowodzący „Tritonem” kpt. Steel rozważał, że napotkanym okrętem może być „Oxley”, odrzucił jednak tę możliwość z uwagi na wcześniejszą komunikację z Bowermanem, która powinna skierować „Oxleya” dalej od jego okrętu. Kazał przygotować wobec tego dwie wyrzutnie zewnętrzne oznaczone jako nr 7 i 8, wzywając jednocześnie załogę na stanowiska bojowe w gotowości do zanurzenia. Jako ostateczny środek ostrożności wezwał jednak na pomost sygnalistę w celu nadania sygnałów rozpoznawczych, które jednak zostały bez odpowiedzi ze strony napotkanego okrętu, który płynął dalej swoim kursem. Sygnalista powtórzył sygnały dwukrotnie, ponownie jednak bez odpowiedzi. Ostatecznie Steel rozkazał odpalić zieloną flarę, a po 15 sekundach bez reakcji ze strony drugiego okrętu, rozkazał odpalić dwie torpedy w kierunku napotkanej jednostki. Tuż przed uderzeniem dwóch torped, na mostku obserwowanego okrętu dostrzeżono błysk, nie był to jednak jakikolwiek odczytywany sygnał. Kilka sekund później obie torpedy trafiły i eksplodowały w celu, który natychmiast zatonął. Kpt. Steel podążył w kierunku miejsca zatonięcia trafionego okrętu i odkrył tam trzech ludzi wołających o pomoc w języku angielskim
Z wody udało się wyciągnąć żywych rozbitków: dowódcę okrętu kapitana Bowermana i jednego z obserwatorów – trzecia osoba utonęła chwilę zanim udało się im pochwycić rzucone rozbitkom liny. Według relacji ocalonych, obserwatorzy na mostku „Oxleya” nie widzieli żadnej z trzech sygnalizacji za pomocą lampy sygnałowej, dopiero zielona flara uświadomiła im że są śledzeni przez inny okręt podwodny. Oficer obserwacyjny natychmiast wezwał na pomost dowódcę okrętu oraz odpalił własną flarę, która jednak nie zapaliła się Przybyły na pomost Bowerman rozkazał odpalić kolejną flarę, która dała sygnał świetlny widziany na pomoście „Tritona” tuż przed uderzeniem torped, było już jednak za późno na jakąkolwiek reakcję przed uderzeniem torped dokładnie poniżej pomostu i eksplozją, którą wyrzuciła w morze jego oraz dwie inne osoby na kiosku.
Kpt. Steel został oczyszczony z wszelkich zarzutów związanych z tym wypadkiem, W chwili eksplozji „Oxley” znajdował się wewnątrz sektora przydzielonego „Tritonowi”, a jego dowódca podjął czterokrotne próby skontaktowania się z napotkanym okrętem, próbował go także zidentyfikować wizualnie, każda natomiast z nich była utrudniona przez panującą mgłę. Udowodniono, że dowódca „Tritona” zrobił wszystko co mógł, aby zidentyfikować napotkaną jednostkę, a jeśli można komuś przypisać winę za tragedię, to obserwatorom na mostku „Oxleya”, którzy nie dostrzegli „Tritona” zanim było za późno. Nałożył się na to pechowa pierwsza flara z „Oxleya”, która nie zapaliła się.
Rodziły się mimo to pytania, czy ewentualny U-Boot zachowywałby się tak jak „Oxley”, po próbie nawiązania kontaktu przez „Tritona”. Admiralicja postanowiła jednak, że lepiej zaakceptować stratę jednego okrętu, niż wywołać w swoich dowódcach poczucie że muszą trzykrotnie zastanowić się przed każdym odpaleniem torped. Toteż brytyjskie dowództwo szybko zamknęło sprawę. Nie bez znaczenia był także fakt, że podstawowym czynnikiem który doprowadził do tragedii było bardzo małe odseparowanie od siebie brytyjskich okrętów, które przyczyniło się do pierwszej straty okrętu podwodnego Royal Navy podczas II wojny światowej. Mimo oczyszczenia z zarzutów, jeszcze przed następnym patrolem okrętu Steel został zdjęty z dowództwa okrętu i skierowany jako instruktor do Fort Blockhouse, gdzie Royal Navy szkoliła przyszłych dowódców okrętów podwodnych. Harold Bowerman został natomiast skierowany na niszczyciele, gdzie służył z sukcesami.
HMS „Oxley” został pierwszym okrętem podwodnym zatopionym podczas II wojny światowej, jego utrata była pierwszym podczas tej wojny przypadkiem zatopienia okrętu podwodnego przez inną jednostkę tej samej klasy, jak też pierwszym w tej wojnie przypadkiem zatopienia okrętu podwodnego przez ogień bratobójczy.

## Zaginięcie okrętu
Wkrótce potem gdy War Cabinet w Londynie zdjął z okrętów podwodnych ograniczenia prawa pryzowego i brytyjskie jednostki tej klasy mogły atakować bez ostrzeżenia statki na niemieckich liniach zaopatrzenia dla inwazji w Norwegii, w jednym ze swoich następnych patroli „Triton” odpalił salwę torped w poprzek konwoju w Skagerraku i zatopił dwa frachtowce oraz jedną małą jednostkę, po czym został bezskutecznie obrzucony bombami głębinowymi. W miarę postępów wojny, wraz z innymi okrętami typu T, „Triton” został skierowany na Morze Śródziemne, gdzie w 1940 roku brytyjska flota podwodna odniosła bardzo duże straty przy miernych sukcesach, ze współczynnikiem zatopień do strat własnych wśród okrętów podwodnych wynoszącym 1:1. Sam „Triton” operował z Aleksandrii, z wykorzystaniem Malty jako wysuniętej bazy. Swój ostatni patrol rozpoczął 28 listopada 1940 roku z wyznaczonym rejonem operacyjnym na południowym Adriatyku. 6 grudnia włoski frachtowiec „Olimpia” wezwał o pomoc przez radio niedaleko Brindisi, gdzie operował „Triton”. Ani jednak „Triton”, ani „Olimpia” nigdy jednak więcej nie nawiązali łączności.
Według relacji włoskiej, „Triton” został zatopiony 18 grudnia przez kuter torpedowy „Clio”, według Royal Navy jednak takie okoliczności utraty tego okrętu są mało prawdopodobne, gdyż „Triton” powinien był opuścić ów rejon już kilka dni wcześniej, mając zaplanowane dotarcie na Maltę 17 grudnia. Strona brytyjska uważa natomiast, że „Triton” zatonął na minie w Cieśninie Otranto między 10 a 13 grudnia. Jakakolwiek była jednak przyczyna, HMS „Triton” został stracony w grudniu 1940 roku wraz z całą załogą.